# Padre Padrone
Padre Padrone este un film dramatic italian din 1977 regizat de Paolo Taviani și Vittorio Taviani. Frații Taviani au folosit atât actori profesioniști, cât și neprofesioniști din zona rurală a Sardiniei.
Drama a fost filmată inițial de frații Taviani pentru televiziunea italiană, dar a câștigat premiul Palme d'Or la Festivalul Internațional de Film de la Cannes din 1977.
Filmul prezintă un cioban din Sardinia care este terorizat de tatăl său dominator și care încearcă să scape de el educându-se singur. În cele din urmă, el devine un lingvist celebru. Drama se bazează pe o carte autobiografică cu același titlu scrisă de Gavino Ledda.

## Rezumat
Filmul se deschide în stil documentar la școala primară din Siligo pe care o frecventează Gavino (Saverio Marconi), în vârstă de șase ani. Tiranicul său tată (Omero Antonutti) dă buzna în clasă și îi anunță pe profesor și pe elevi că Gavino trebuie să părăsească școala și să îngrijească oile familiei. Sub ochii vigilenți ai tatălui său și victimă a comportamentului sadic al acestuia, Gavino își petrece următorii paisprezece ani îngrijind oile în munții Sardiniei. Acolo începe să descopere „lucruri” pentru el însuși și să se revolte împotriva tatălui său.
Gavino este salvat de familie și de izolarea sa atunci când este chemat la serviciul militar. În timpul perioadei petrecute în armată, Gavino învață despre electronică, limba italiană și muzică clasică, tânjind în același timp după o educație universitară.
Când Gavino se întoarce acasă, îi declară tatălui său că va merge la universitate. Tatăl său nu este de acord și îi spune că îl va da afară din casa familiei. Cei doi se ceartă urât, dar Gavino ajunge în cele din urmă la universitate și se dovedește a fi un student strălucit. Devine lingvist, specializându-se în originile limbii sarde.
Filmul se încheie din nou în stil documentar, deoarece Gavino Ledda însuși povestește de ce a scris cartea sa și la ce se pot aștepta copiii sardinieni, ca locuitori ai unei zone rurale cu legături strânse cu pământul.

## Distribuția
- Omero Antonutti - Efisio
- Saverio Marconi -  Gavino
- Marcella Michelangeli - mama
- Fabrizio Forte - Gavino tânăr
- Nanni Moretti - Cesare
- Gavino Ledda - el însuși

## Recepție critică
Janet Maslin, critic de film pentru The New York Times, a lăudat filmul și a scris: „Padre Padrone este un film emoționant de afirmativ. Este, de asemenea, un pic simplu: Comportamentul patriarhal al tatălui lui Gavino este atât de ușor acceptat ca o constantă de neînțeles, încât filmul nu oferă niciodată o perspectivă prea bună asupra omului sau a culturii care l-a încurajat. Comportamentul aberant și intrigant este pus pe seama tradiției și, prin urmare, privat de o parte din ferocitatea sa. Dar filmul este viu și foarte emoționant, grosolan, dar rareori contondent, și plin de peisaje crude care subliniază naturalețea și inevitabilitatea ritualurilor tată-fiu pe care le descrie.”

Revista Variety a scris: „În jurul inițierii unui băiat de șapte ani în viața singuratică de păstor de oi până la despărțirea sa triumfătoare, la vârsta de 20 de ani, de un tată-patriarh remarcabil de autoritar (Omero Antonutti), frații Taviani au reușit, în mare parte, să adapteze o epopee în miniatură. ...Într-o lungă parte finală, care accentuează voința de fier a băiatului de a învăța până la a obține o diplomă de liceu, confruntarea finală dintre patriarh și fiul rebel este poate o narațiune mai consecventă.”
Pe site-ul agregator de recenzii Rotten Tomatoes, filmul are un rating de aprobare de 100% pe baza a 6 recenzii cu o notă medie de 7,3/10.
Cineastul japonez Akira Kurosawa a citat acest film ca fiind unul dintre cele 100 de filme preferate ale sale.